# 比沙堡
20°0′0″N 42°36′0″E / 20.00000°N 42.60000°E
比沙堡是沙特阿拉伯的城鎮，位於該國西南部，由阿西爾省負責管轄，海拔高度1,166米，該鎮土壤肥沃和水源充足，種植大片棕櫚樹，2010年人口102,465。

## 外部連結
- The Biggest Dam in the Kingdom: Splendid Arabia, An Online Guide to the Kingdom of Saudi Arabia